# Temple de Nyon
Temple de Nyon (fr. Le Temple de Nyon, także L'église réformée Notre-Dame de Nyon) – świątynia protestancka w mieście Nyon w kantonie Vaud w zachodniej Szwajcarii.

Romańskie okna w prezbiterium, fot. Max van Berchem, 1898

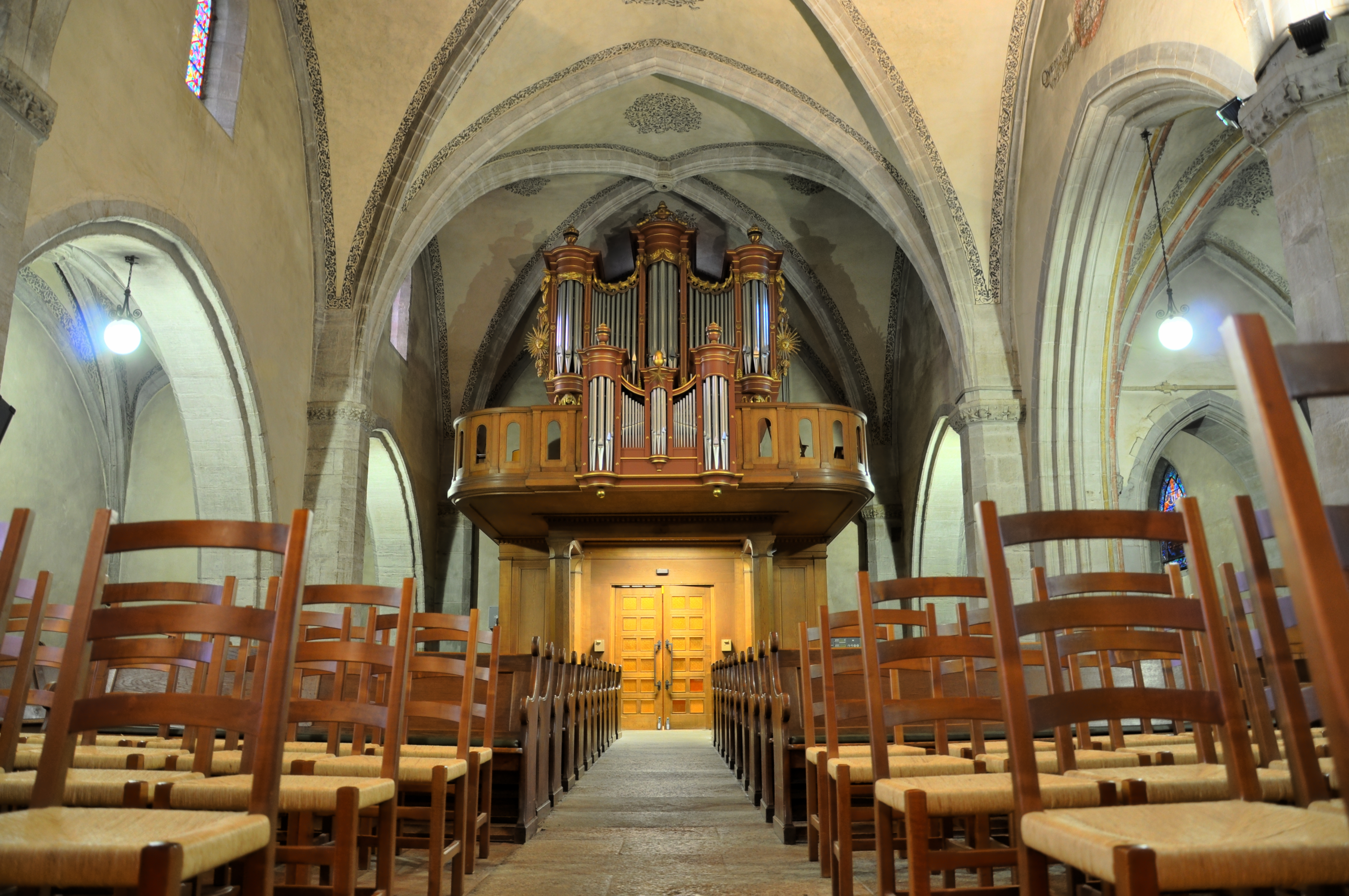
Wnętrze kościoła

Pierwotnie katolicki kościół parafialny pw. Najświętszej Maryi Panny (stąd tradycyjna nazwa francuska Notre Dame), po 1536 r. przejęty przez protestantów. Był budowany w kilku etapach. Najstarszą częścią jest romańskie prezbiterium, datowane na lata 1175–1200. Filary nawy świątyni wzniesiono w latach 1393–1394, lecz obecnie istniejące gotyckie sklepienie wymurowano dopiero pomiędzy rokiem 1471 a 1481, podobnie jak i większość kaplic bocznych. Romańska dzwonnica nad prezbiterium, grożąca zawaleniem, została zburzona w 1795 r. i dopiero w latach 1935–1936 zrekonstruowana w obecnej formie.
We wnętrzu, po lewej stronie prezbiterium, średniowieczna scena zesłania Ducha Świętego. Dekoracje łuków sklepienia pochodzą z 1614 r. Przedstawienie Ostatniej Wieczerzy po prawej stronie prezbiterium oraz trzy witraże (dzieło szwajcarskiego malarza i witrażysty François de Ribaupierre) powstały przy okazji remontu świątyni w 1925 r. Organy z 1778 r., z kilkoma późniejszymi przeróbkami. Chór muzyczny przebudowany w 1882 r. w stylu neogotyckim, a następnie ponownie przebudowany w 1925 r.
Kompleksowe badania podjęte w 2008 r. wykazały zdecydowanie zły stan techniczny świątyni. W następnych latach podjęte zostały prace renowacyjne, finansowane częściowo przez miasto.
Najstarszy z pięciu dzwonów na dzwonnicy, pochodzący z 1518 r. (wykonany był pierwotnie dla nieistniejącego już obecnie kościoła św. Jana w Nyon), ze względu na ubytki brązu w pierścieniu dzwonu (koronie), w miejscach w których uderza serce, został w 2013 r. wyłączony z użytkowania do czasu przejścia restauracji.